# Oregon Route 413
Az Oregon Route 413 (OR-413) egy oregoni állami országút, amely észak–déli irányban a 414-es út pine-i kereszteződésétől Cornucopiáig halad.
A szakasz Halfway–Cornucopia Highway No. 413 néven is ismert.

## Leírás
Az útvonal a halfwayi főutcától északra, a 414-es úttól indul és északnyugati irányban hagyja el a települést. A pálya Jimtownba érkezve először nyugatra, majd északra fordul, majd újra északnyugat felé tér le. A szakasz rövid idő múlva Carsonba érkezik, ahol a helyi erdészet mellett elhaladva hosszan kanyarog, míg végül Cornucopiába érkezik. Az útpálya utolsó néhány kilométere keskeny, szilárd burkolat nélküli.

## Fordítás
- Ez a szakasz részben vagy egészben  az   Oregon Route 413 című angol Wikipédia-szócikk Route description című fejezete ezen változatának fordításán alapul.  Az eredeti cikk szerkesztőit annak laptörténete sorolja fel. Ez a jelzés csupán a megfogalmazás eredetét és a szerzői jogokat jelzi, nem szolgál a cikkben szereplő információk forrásmegjelöléseként.